# Джиммі Девіс
Джеймс Г'юстон «Джиммі» Девіс (англ. James Houston «Jimmie» Davis; нар. 11 вересня 1899, Джексон, Луїзіана — пом. 5 листопада 2000, Батон-Руж, Луїзіана) — американський кантрі-співак та політик-демократ. Губернатор штату Луїзіана з 1944 по 1948 і з 1960 по 1964 рр.

## Життєпис
У 1924 році він закінчив Louisiana College, а у 1927 році отримав ступінь магістра в Університеті штату Луїзіана. Під час навчання, Девіс активного займався музикою. Він викладав історію і політологію у Dodd College у Шрівпорті. У 1929 році він отримав контракт на запис від Victor Talking Machine Company. Девіс експериментував з різними стилями музики — від джазу до блюзу. У 1972 році він увійшов до Залу слави кантрі, а пізніше він був також посмертно обраний до Зали слави музики Луїзіани.